# Rui Campos do Nascimento
Rui Campos do Nascimento, znany jako Rui (ur. 23 września 1960 w Rio de Janeiro) – brazylijski siatkarz, medalista igrzysk olimpijskich, mistrzostw świata i igrzysk panamerykańskich.
Rui był w składzie reprezentacji Brazylii, która wygrała Mistrzostwa Ameryki Południowej 1981 odbywające się w Santiago. Zdobył srebrny medal podczas mistrzostw świata 1982, odbywających się w Argentynie, a w kolejnym roku tryumfował na Igrzyskach Panamerykańskich w Caracas. Reprezentował Brazylię na igrzyskach olimpijskich 1984 w Los Angeles. Wystąpił w dwóch z pięciu meczów fazy grupowej. Jego reprezentacja zdobyła srebro po przegranym meczu finałowym ze Stanami Zjednoczonymi.
Był zawodnikiem brazylijskich klubów Bradesco/Atlântica i ADC Pirelli, z którymi zdobywał wicemistrzostwo ligi brazylijskiej odpowiednio w sezonach 1982/1983 i 1986/1987. Grał także we włoskich zespołach Hasta Volley Asti i Città di Castello.